# Интерлакен (Њу Џерзи)
Интерлакен (енгл. Interlaken) град је у америчкој савезној држави Њу Џерзи.

## Демографија
По попису из 2010. године број становника је 820, што је 80 (-8,9%) становника мање него 2000. године.
| Група             | 2000.       | 2010.       |
| Белци             | 881 (97,9%) | 797 (97,2%) |
| Афроамериканци    | 0 (0,0%)    | 0 (0,0%)    |
| Азијати           | 2 (0,2%)    | 4 (0,5%)    |
| Хиспаноамериканци | 10 (1,1%)   | 14 (1,7%)   |
| Укупно            | 900         | 820         |